# Фторид золота(I,III)
Фторид золота(I,III) — бинарное неорганическое химическое соединение золота со фтором, химическая формула Au4F8.
В этом соединении золото имеет не формальную степень окисления +2, а является смешанным соединением, содержащем золото(I) и золото(III).